# Seven Colors (アイドルグループ)
Seven Colors（セブンカラーズ）は、鹿児島県を中心に活動する日本の女性ローカルアイドルグループである。略称はセブカラ、セブカラちゃん。

## 概要
「美人時計 鹿児島」とのコラボにより、鹿児島市の複合商業施設ドルフィンポートにて開催されたイベント型ビアガーデン「美人ビアガーデン」及び、複合商業ビル キャパルボのパーティーホール「HINATA（ヒナタ）」にて開催された「美人ビアホール」の従業員（キャスト）より選抜された、キャスト系アイドルである。2012年8月10日結成。
コンセプトは「鹿児島を笑顔いっぱいにしたい！そして鹿児島から日本を元気にしたい！！」。天文館文化通り、第一アサヒプラザビルの地下にあるエンターテイメント居酒屋「Happy Dining 虹家」が本拠地であり、毎週土曜に定期ステージを行う。その他、イベント出演などの活動を行っている。
2014年は、この年設立された鹿児島ユナイテッドFC（当時JFL・現J3）のオフィシャルサポーターとなり、試合前のステージや、進行アシスタントを務めた。2015年以降も、応援ソングCDへの参加や、試合に足を運ぶなど応援を続けている。
2015年5月31日のワンマンライブにおいて、『2016年末に鹿児島市民文化ホール第一でライブを行う』という目標を掲げた。
2016年上半期、下半期と2期連続「日本ご当地アイドル活性協会が選ぶアイドルセレクト10」に選出されている。。
2021年2月28日付で解散。

### グループ名について
「人と人とを繋ぐ架け橋になりたい」という思いから「虹」、そこから転じて命名された。そのため、メンバーの人数とは関連はない。

## メンバー
| イメージカラー                             | イメージカラー | 名前     | 読み              | ニックネーム | 生年月日              | 加入期 | 加入日        | 備考                                   |
| ------------------------------------------ | -------------- | -------- | ----------------- | ------------ | --------------------- | ------ | ------------- | -------------------------------------- |
|                                            | 藍色           | 佐野京香 | さの きょうか     | きょんきょん | 2004年3月3日（21歳）  | 7期    | 2017年3月12日 |                                        |
| 今日も明日も明後日もみんなに笑顔を届けます |                |          |                   |              |                       | 7期    | 2017年3月12日 |                                        |
|                                            | 緑             | 山口桃佳 | やまぐち ももか   | もかりん     | 2002年9月21日（22歳） | 8期    | 2018年4月21日 | 4代目リーダー 現・アイドル革命メンバー |
| Seven Colorsのリーダーもかりんです         |                |          |                   |              |                       | 8期    | 2018年4月21日 | 4代目リーダー 現・アイドル革命メンバー |
|                                            | 桜色           | 東條桜   | とうじょう さくら | さくら       | 2006年4月2日（19歳）  | 9期    | 2019年3月30日 |                                        |
|                                            |                |          |                   |              |                       | 9期    | 2019年3月30日 |                                        |

### 旧メンバー
| イメージカラー                                                           | イメージカラー   | 名前         | 読み            | ニックネーム | 生年月日               | 加入期 | 加入日         | 卒業・脱退日   | 備考 |
| ------------------------------------------------------------------------ | ---------------- | ------------ | --------------- | ------------ | ---------------------- | ------ | -------------- | -------------- | --- |
|                                                                          |                  |              |                 | ゆきこさん   |                        | 1期    | 2012年8月      | 2013年12月28日 | |
| 神社巡りが大好きなセブカラ最年長                                         |                  |              |                 |              |                        | 1期    | 2012年8月      | 2013年12月28日 | |
|                                                                          | 紫               | 児玉ゆりえ   | こだま ゆりえ   | ゆったん     | 1988年6月2日（37歳）   | 1期    | 2012年8月10日  | 2014年3月29日  | 現・モデル ミスブライダルモデルグランプリ2016ファイナリスト、ミス薩摩焼酎2017ファイナリスト                    |
| 大きなおめめでみんなを笑顔にします                                       |                  |              |                 |              |                        | 1期    | 2012年8月10日  | 2014年3月29日  | 現・モデル ミスブライダルモデルグランプリ2016ファイナリスト、ミス薩摩焼酎2017ファイナリスト                    |
|                                                                          | 水色             | 永田沙織     | ながた さおり   | さおたん     | 1991年3月14日（34歳）  | 1期    | 2012年8月      | 2014年6月7日   | 元・かごしま親善大使                                                                                           |
| 日本の笑顔は私が守る セブカラの元気印                                    |                  |              |                 |              |                        | 1期    | 2012年8月      | 2014年6月7日   | 元・かごしま親善大使                                                                                           |
|                                                                          | ピンク           | 山口ひかり   | やまぐち ひかり | ひかりん     | 1991年4月2日（34歳）   | 1期    | 2012年8月10日  | 2014年9月27日  | 現・タレント、モデル、湧水町観光大使、横川警察署広報大使 元初代リーダー                                        |
| チビで泣き虫でも負けず嫌い Seven Colorsリーダー                          |                  |              |                 |              |                        | 1期    | 2012年8月10日  | 2014年9月27日  | 現・タレント、モデル、湧水町観光大使、横川警察署広報大使 元初代リーダー                                        |
|                                                                          | 黄               | 小湊彩香     | こみなと さやか | さやぴ       | 1990年11月15日（34歳） | 1期    | 2012年8月      | 2014年10月31日 | |
| Seven Colorsのオタク娘 アニメとゲームが大好き                            |                  |              |                 |              |                        | 1期    | 2012年8月      | 2014年10月31日 | |
|                                                                          | 緑               | 大原実咲季   | おおはら みさき | おみちゃす   | 1994年10月28日（30歳） | 1期    | 2012年11月     | 2015年2月1日   | 現・モデル、CMタレント                                                                                         |
| ちゃすちゃす・おみちゃす！Seven Colorsおでこキャラ                       |                  |              |                 |              |                        | 1期    | 2012年11月     | 2015年2月1日   | 現・モデル、CMタレント                                                                                         |
|                                                                          | 赤               | 鍛冶屋佳奈枝 | かじや かなえ   | かにゃん     | 1990年1月22日（35歳）  | 1期    | 2012年8月      | 2016年12月17日 | |
| Seven Colorsのダンスメンバー 全力赤色担当 Seven Colorsリーダー           |                  |              |                 |              |                        | 1期    | 2012年8月      | 2016年12月17日 | |
|                                                                          | オレンジ         | 前村優衣     | まえむら ゆい   | ゆいちぃ     | 2000年7月23日（24歳）  | 2期    | 2013年12月22日 | 2018年12月22日 | 元メンバーの前村美憂は妹                                                                                       |
| 安全確認します 右よし、左よし、前村よし！安全第一黒髪少女                |                  |              |                 |              |                        | 2期    | 2013年12月22日 | 2018年12月22日 | 元メンバーの前村美憂は妹                                                                                       |
|                                                                          | 青               | 下栗瑞紀     | しもくり みずき | みずきち     | 1999年7月17日（25歳）  | 2期    | 2013年12月22日 | 2016年7月10日  | |
| セブカラ1の背高のっぽ 負けず嫌い                                         |                  |              |                 |              |                        | 2期    | 2013年12月22日 | 2016年7月10日  | |
|                                                                          | パステルパープル | 川本玲菜     | かわもと れいな | れーれ       | 1997年2月25日（28歳）  | 3期    | 2014年2月22日  | 2015年3月14日  | 卒業後、BELLRING少女ハート→THERE THERE THERESに加入（2019年2月解散）。2019年4月からMIGMA SHELTERに加入。       |
| 主食は甘いもの ぱっつん少女                                              |                  |              |                 |              |                        | 3期    | 2014年2月22日  | 2015年3月14日  | 卒業後、BELLRING少女ハート→THERE THERE THERESに加入（2019年2月解散）。2019年4月からMIGMA SHELTERに加入。       |
|                                                                          | パステルピンク   | 新村彗羅     | しんむら せいら | せいらん     | 1996年5月15日（29歳）  | 3期    | 2014年2月22日  | 2015年3月14日  | 現・撮影モデル                                                                                                 |
| すべての動きがスローモーション マイペース                                |                  |              |                 |              |                        | 3期    | 2014年2月22日  | 2015年3月14日  | 現・撮影モデル                                                                                                 |
|                                                                          | カーニバルレッド | 冨田優風     | とみた ゆうか   | ゆうちむ     | 1998年4月9日（27歳）   | 4期    | 2015年2月1日   | 2017年3月12日  | ASOBINEXT ”新世代ガールズエンターテイメントグループ” Hi-Fi GIRLs PROJECT のメンバー 元メンバーの冨田菜々風は妹 |
| おっとりさんだけどいつもがむしゃら                                       |                  |              |                 |              |                        | 4期    | 2015年2月1日   | 2017年3月12日  | ASOBINEXT ”新世代ガールズエンターテイメントグループ” Hi-Fi GIRLs PROJECT のメンバー 元メンバーの冨田菜々風は妹 |
|                                                                          | チェリーピンク   | 亀崎華奈     | かめざき はるな | はぁちゃん   | 2000年5月20日（25歳）  | 4期    | 2015年2月1日   | 2019年3月30日  | |
| ダイエット中だけどお残し禁止！Seven Colorsの給食当番                     |                  |              |                 |              |                        | 4期    | 2015年2月1日   | 2019年3月30日  | |
|                                                                          | 水色             | 冨田菜々風   | とみた ななか   | ナ〜ナ       | 2000年7月17日（24歳）  | 4期    | 2015年2月1日   | 2018年3月25日  | 現・指原莉乃プロデュース12人組女性アイドルグループ≠ME（ノットイコールミー）メンバー 元メンバーの冨田優風は姉   |
| 1,2,3,4,5,6,ナ〜ナ！と言いつつも数字には弱い                             |                  |              |                 |              |                        | 4期    | 2015年2月1日   | 2018年3月25日  | 現・指原莉乃プロデュース12人組女性アイドルグループ≠ME（ノットイコールミー）メンバー 元メンバーの冨田優風は姉   |
|                                                                          | ライムグリーン   | 寝占愛莉     | ねじめ あいり   | ねじめ       | 2001年7月5日（24歳）   | 4期    | 2015年2月1日   | 2018年3月25日  | |
| エジソンに負けないくらい努力家 フレッシュなライムグリーン担当            |                  |              |                 |              |                        | 4期    | 2015年2月1日   | 2018年3月25日  | |
|                                                                          | 黄色             | 藤井彩子     | ふじい あやこ   | あやや       | 2002年1月18日（23歳）  | 4期    | 2015年2月1日   | 2020年2月2日   | |
| 1に元気 2に元気 3.4飛ばして 5にhappy みんなでせーの、1.2.3ダー！         |                  |              |                 |              |                        | 4期    | 2015年2月1日   | 2020年2月2日   | |
|                                                                          | マリンブルー     | 中尾聖       | なかお まりあ   | まりたん     | 1997年5月20日（28歳）  | 5期    | 2015年3月14日  | 2017年5月27日  | 現・じゃんけんガールズリーダー、イベントMC                                                                     |
| Seven Colorsのおしゃべり担当                                             |                  |              |                 |              |                        | 5期    | 2015年3月14日  | 2017年5月27日  | 現・じゃんけんガールズリーダー、イベントMC                                                                     |
|                                                                          | ラベンダー       | 梅木梨花     | うめき りか     | りか         | 1998年1月14日（27歳）  | 6期    | 2015年11月1日  | 2018年8月25日  | 現・モデル、かごしまchaガール 元3代目リーダー                                                                  |
| 梅の木に咲かせてみせます梨の花 みんなを癒すラベンダー担当                |                  |              |                 |              |                        | 6期    | 2015年11月1日  | 2018年8月25日  | 現・モデル、かごしまchaガール 元3代目リーダー                                                                  |
|                                                                          | 唐紅             | 前村美憂     | まえむら みゆ   | みみぃ       | 2004年8月29日（20歳）  | 7期    | 2017年3月12日  | 2019年9月1日   | 元メンバーの前村優衣は姉                                                                                       |
| ちっちゃな頃からコツコツと！負けず嫌いは生まれつき！歴女目指して勉強中！ |                  |              |                 |              |                        | 7期    | 2017年3月12日  | 2019年9月1日   | 元メンバーの前村優衣は姉                                                                                       |

※その他の旧メンバーは略歴を参照

## 略歴
2012年
- 6月1日、「美人ビアガーデン」期間限定オープン[注 2]
- 7月13日、「美人ビアホール」期間限定オープン[注 3]
- 8月10日、山口ひかり・児玉ゆりえ・井上綾乃の3人で「美人ビアガールズ」を結成
- 8月、鍛冶屋佳奈枝・瀬戸山百佳・永田沙織・小湊彩香・市丸友紀子・立切岬が加入
- 井上綾乃が卒業
- 11月、大原実咲季が加入
- 12月12日、グループ名を「Seven Colors」に改名
- 12月17日、「Happy Dining 虹家」オープン[6]　以後ここを本拠としてステージを行う
- 12月、瀬戸山百佳・立切岬が卒業

2013年
- 4月5日、初のラジオレギュラー「Precious Music金曜日 金プレ」に出演開始
- 7月14日、1stシングル「everyday sunshine」・2ndシングル「恋はカラフル」同時発売
- 11月12日、Seven Colors・南九州ファミリーマートタイアップ商品「Happyパイシュー」「よくばり3色パスタ」期間限定発売[7]
- 12月22日、前村優衣・下栗瑞紀が加入[8]
- 12月28日、市丸友紀子卒業ステージ[9]

2014年
- 2月22日、川本玲菜・新村彗羅が加入[10]
- 3月29日、児玉ゆりえ卒業ステージ[11]
- 6月7日、初のワンマンライブ/永田沙織卒業ライブ「さおたん卒業記念！セブカラ初ワンマンライブ！〜さおたん行かないでー！〜」開催[12]
  - 100名を目標に掲げていたが、それを大幅に越える200名以上の集客を達成[13]
- 9月27日、山口ひかり卒業ステージ[14]
- 10月6日、初のテレビレギュラー「amp」に出演開始[15]
- 10月26日、新メンバーオーディション開催[16]
- 11月3日、10月末での小湊彩香の卒業が発表される[17]

2015年
- 2月1日、第3回ワンマンライブで大原実咲季が卒業[18]
  - 亀崎華奈・冨田優風・冨田菜々風・寝占愛莉・藤井彩子が加入
- 3月14日、第4回ワンマンライブで川本玲菜・新村彗羅が卒業[19]
  - 中尾聖が加入
- 8月29日、研究生として梅木梨花が加入[20]
- 11月1日、梅木梨花が正規メンバーに昇格[21]

2016年
- 6月19日、セブンカラーズオーディション開催[22]
- 7月2日、第1回ファンミーティング開催[23][24]
- 7月10日、第9回ワンマンライブで下栗瑞紀が卒業[25]
- 12月17日、第10回ワンマンライブ「鍛冶屋、セブカラ卒業するってよ〜全力でありがとう〜」開催。当ライブにて鍛冶屋佳奈枝が卒業[26]

2017年
- 3月12日 Happy Dining 虹家にて「ちむの惑星」開催。当ライブにて冨田優風が卒業[27]
  - 前村美憂、佐野京香の二名が研究生として加入
- 5月27日 シティエラにてワンマンライブ「中尾聖卒業ライブ」開催。当ライブにて中尾聖が卒業
- 8月11日 前村美憂、佐野京香の二名が正規メンバー昇格

2018年
- 3月25日  Duckbillにてワンマンライブ「～Welcome to SevenColorZoo～」開催。当ライブにて冨田菜々風、寝占愛莉が卒業
- 4月21日 山口桃佳が研究生として加入
- 7月1日 山口桃佳が正規メンバーに昇格
- 8月5日  Duckbillにてワンマンライブ「六色祭」開催
- 8月25日 Happy Dining 虹家にて「梅木梨花卒業式」開催。当ライブにて梅木梨花が卒業
- 12月22日 SRホールにてワンマンライブ 「さよならジェラシー～僕にはなくて君にあるもの～」開催。当ライブにて前村優衣が卒業

2019年
- 3月30日  Duckbillにてワンマンライブ 「美少女meat戦士〜やっぱりセブカラ〜」開催。当ライブにて亀崎華奈が卒業
  - 研究生として東條桜が加入
- 9月1日 Happy Dining 虹家にて「七色祭」開催。当ライブにて前村美憂が卒業
- 9月14日 東條桜が正規メンバーに昇格

2020年
2月2日　Happy Dining 虹家にて「あやや生誕祭&卒業ライブ」開催。当ライブにて藤井彩子が卒業
2021年
・2月28日　マルヤガーデンズ屋上にて「 虹家×Seven Colors Final Live 」開催。当ライブにてSeven Colors解散

## 楽曲

### オリジナルソング
| #          | 発売日         | タイトル          | 形態 | 収録曲                                                                 |
| ---------- | -------------- | ----------------- | ---- | ---------------------------------------------------------------------- |
| 1st Single | 2013年7月14日  | everyday sunshine | CD   | 1. everyday sunshine 2. everyday sunshine（カラオケver）               |
| 2nd Single | 2013年7月14日  | 恋はカラフル      | CD   | 1. 恋はカラフル 2. …好きだから♪                                        |
| MINI ALBUM | 2018年12月22日 | SEVEN ROAD        | CD   | 1. Happyのじゅもん 2. カンフーdish 3. yume届けたい 4. ナナイロノキセキ |

- yume〜届けたい〜
  - 「KAGOSHIMA MUSIC AID vol.5」に収録
- ナナイロノキセキ
  - 「鹿児島ユナイテッドFC応援ソングス〜Ido!!〜」に収録[29]
  - ミニアルバム「SEVEN ROAD」に再録ver収録
- カンフーdish
  - 鹿児島餃子の王将CMソング

### カバー
| - 会いたかった（AKB48） - ヘビーローテーション（AKB48） - GIVE ME FIVE!（AKB48） - ギンガムチェック（AKB48） - 恋するフォーチュンクッキー（AKB48） - オーマイガー!（NMB48） - 北川謙二（NMB48） - 控えめI love you !（HKT48） | - 走れ!（ももいろクローバーZ） - ワニとシャンプー（ももいろクローバーZ） - オレンジノート（ももいろクローバーZ） - DNA狂詩曲（ももいろクローバーZ） - 抱きしめてアンセム（チームしゃちほこ） - 乙女受験戦争（チームしゃちほこ） - colors（チームしゃちほこ） | - BUNBUN NINE9’（Cheeky Parade） - DENGEKI Lover（Chimo） - DAISUKI!?（MKM-ZERO） など |

## ライブ出演

### ワンマンライブ
- さおたん卒業記念！セブカラ初ワンマンライブ！〜さおたん行かないでー！〜（2014年6月7日、ダックビル）
- Seven Colors ワンマンライブ vol.2（2014年12月14日、ダックビル）[30]
- Seven Colors ワンマンライブ vol.3 おみちゃす卒業ライブ（2015年2月1日、ダックビル）
- Seven Colors ワンマンライブ vol.4 せいらん・れーれ卒業ライブ（2015年3月14日、ダックビル）
- Seven Colors ワンマンライブ vol.5 〜かに大量発生中〜（2015年5月31日、ダックビル）[31]
- Seven Colors ワンマンライブ vol.6 〜Yo!Yo!みず風船だYo!〜（2015年8月9日、ダックビル）[32]
- Seven Colors ワンマンライブ vol.7 ナナイロサンタのクリスマス〜きみはこのキセキに立ち会えるか〜（2015年12月20日、ダックビル）[33][34]
- Seven Colors ワンマンライブ vol.8 おかえりとただいま。〜笑顔の花が開くとき〜（2016年2月20日、ダックビル）[35]
- Seven Colors ワンマンライブ vol.9 〜手をつないで、サヨナラ〜（2016年7月10日、SRホール）[36]
- Seven Colors ワンマンライブ vol.10 鍛冶屋、セブカラ卒業するってよ〜全力でありがとう〜（2016年12月17日、キャパルボホール）[37]
- Seven Colors ワンマンライブ まりあ 卒業ライブ（2017年5月27日、シティエラ）
- Seven Colors ワンマンライブ〜Welcome to Seven Color Zoo〜（2018年3月25日、ダックビル）
- Seven Colors ワンマンライブ 六色祭（2018年8月5日、ダックビル）
- Seven Colors ワンマンライブ さよならジェラシー〜僕にはなくて君にあるもの〜（2018年12月22日、SRホール）

- Seven Colors ワンマンライブ 美少女meat戦士〜やっぱりセブカラ〜（2019年3月30日、ダックビル）

各回の参加メンバー
|        | 山口 | 鍛冶屋 | 永田 | 大原 | 前村 | 下栗 | 川本 | 新村 | 亀崎 | 冨田優 | 冨田菜 | 寝占 | 藤井 | 中尾 | 梅木 |
| ------ | ---- | ------ | ---- | ---- | ---- | ---- | ---- | ---- | ---- | ------ | ------ | ---- | ---- | ---- | ---- |
| vol.1  | ○    | ○      | ○    | ○    | ○    | ○    | ○    | ○    |      |        |        |      |      |      |      |
| vol.2  |      | ○      |      | ○    | ○    | 休   | ○    | ○    |      |        |        |      |      |      |      |
| vol.3  |      | ○      |      | ○    | ○    | 休   | ○    | ○    |      |        |        |      |      |      |      |
| vol.4  |      | ○      |      |      | ○    | ○    | ○    | ○    | ○    | ○      | ○      | ○    | ○    |      |      |
| vol.5  |      | ○      |      |      | ○    | ○    |      |      | ○    | ○      | ○      | ○    | ○    | ○    |      |
| vol.6  |      | ○      |      |      | ○    | ○    |      |      | ○    | ○      | ○      | ○    | ○    | ○    |      |
| vol.7  |      | ○      |      |      | 休   | ○    |      |      | 休   | ○      | 休     | ○    | ○    | ○    | ○    |
| vol.8  |      | 休     |      |      | ○    | ○    |      |      | ○    | ○      | ○      | ○    | ○    | ○    | ○    |
| vol.9  |      | ○      |      |      | ○    | ○    |      |      | ○    | 休     | ○      | ○    | ○    | ○    | ○    |
| vol.10 |      | ○      |      |      | ○    |      |      |      | ○    | ○      | ○      | ○    | ○    | ○    | ○    |

### その他
◆＝鹿児島県外
- ユウサミイライブ（2013年2月9日・2014年2月10日、キャパルボホール）[38]
- go!south!!FES2013（2013年7月14日、南さつま市・砂丘の杜きんぽう）[39]
- City "あの夏、ミラーボールの輝きをもう一度"（2013年8月25日、キャパルボホール）[40]
- ◆星多祭りvol.1（2013年12月1日、熊本市・ライブハウスジャンゴ）[41]
- 虹家 一周年記念感謝祭 〜with Happy Xmas Party〜（2013年12月22日、キャパルボホール）[42]
- サザ☆クロ×セブカラ ツーマンライブ（2014年1月18日、SRホール）[43]
- KAGOSHIMA IDOL CARNIVAL vol.1（2014年2月9日、キャパルボホール）[44]
- KAGOSHIMA SOUNDSET FES 2014（2014年9月28日、ウォーターフロントパーク）[45]
- ヲタコイ Vol.1 メリーカオスマス（2014年12月20日、鹿屋市文化会館）[46]
- 1 Believe FNC ライブ（2014年12月27日、イオンモール鹿児島 水の広場）[47]
- ◆MKM-ZERO ワンマンライブ54（2015年8月13日、宮崎市・WEATHER KING MIYAZAKI）[48]
- ◆MKM-ZERO ワンマンライブ59（2016年1月24日、宮崎市・WEATHER KING MIYAZAKI）大雪のため出演見合わせ[49][50]
- Say!!Go!!タカマリ♪Vol.192/193（2016年3月13日、劇場型カフェMINGO!×MINGO!）[51]
- ◆MKM-ZERO ワンマンライブ61（2016年3月27日、宮崎市・WEATHER KING MIYAZAKI）[52]
- H.I.F『本物。鹿児島 侵略大作戦』（2016年9月11日、Speed King 鹿児島）[53]
- KAGOSHIMA MUSIC AID vol.5 Release Live Party!（2016年9月11日、SRホール）[54]
- 天文館Xmas EVEアイドルライブ（2016年12月24日、SRホール）[55]

## イベント出演
◆＝鹿児島県外
2012年
- 鹿児島放送30周年特別番組・ハートにKKBーむ（10月6日、天文館ベルク広場）
- 第32回桜ヶ丘祭（11月24日、鹿児島大学桜ヶ丘キャンパス）[56]
- 銀杏祭（11月24日、志學館大学）[57]

2013年
- 南九州ファミリーマート300店舗達成イベント（2月22日、ファミリーマート金生町店）
- ファミリーマート呉服町店プレオープンイベント（2月26日）
- プロ野球公式戦・福岡ソフトバンクホークスvs埼玉西武ライオンズ オープニングセレモニー出演（5月11日、鹿児島県立鴨池野球場）[58]
- 飛び出せラジオinグラード姶良店（6月23日）[59]
- シーサイドステーションin阿久根2013（7月15日、阿久根市・脇本海水浴場）
- 照国神社六月灯（7月16日）
- オロシティー夏まつり（8月3日）[60]
- ◆ゆ活フェスティバルin博多駅前（8月4日、福岡市・JR博多駅前広場）[61]
- 第26回中央町夏まつり（8月23日、アミュ広場）[62]
- コスモ アースコンシャスアクト クリーンキャンペーンin桜島（10月20日）[63]
- いちき串木野づくし産業まつり〜地かえて祭り〜（10月26日）[64]
- We Love MBCラジオまつり（11月9日、天文館ベルク広場）[65]
- 天文館イルミネーション点灯式（11月9日、天文館ぴらもーる）[66]
- かごしま子ども城2013・大人の文化祭（11月10日、天文館公園）[67]
- 銀杏祭（11月16日、志學館大学）[68]
- トレジャークエストinいちき串木野（11月17日）
- 第33回桜ヶ丘祭（11月23日、鹿児島大学桜ヶ丘キャンパス）[69]
- かごしまITフェスタ（11月30日、鹿児島アリーナ）[70]

2014年
- 鹿児島ユナイテッドFC・キックオフパーティ（3月2日、城山観光ホテル）[71]
- ぐりぶー♡さくら大結婚式（3月15日、鹿児島アリーナ）[72]
- ◆大連ジャパンブランド2014（3月22・23日、中国大連市・万達広場）[73][74]
- かごしま春祭大ハンヤ2014（4月27日、ウォーターフロントパーク）[75]
- 鹿児島讀賣テレビ開局20周年記念・天テレ博2014（5月4日、天文館ベルク広場）[76]
- ◆2014ひろしまフラワーフェスティバル（2014年5月4・5日、広島市・平和公園他）[77]
- 鹿児島偉蹴〜ロック総統の今そこにあるサッカーを愛せ！in鹿児島（5月24日、e-space hall）[78]
- オプシアミスミフリーライブ（7月12日）[79]
- 照国神社六月灯（7月15日）[80]
- 飛び出せラジオin鹿児島ふるさと物産館（7月20日）[80]
- 天文館 燈ろう祭り（8月2日、天文館ベルク広場）[80]
- 第42回京セラ夏祭り（8月2日、薩摩川内市・京セラ川内工場）荒天中止[80][81]
- 第27回中央町夏まつり（8月22日、アミュ広場）[82]
- サマーナイトin天文館（8月23日、ホテルサンデイズイン前特設ステージ）[83]
- KSUキャンパスフェスタ2014（8月30日、アミュ広場）[84]
- パソ松ヶ尾館（9月6日）[85]
- サポートなごみ秋祭り（10月4日）[86]
- 第6回大浦まつり（10月19日、南さつま市・丸山島公園周辺）[87]
- 第3回わくわく福祉交流フェア（11月9日、天文館ベルク広場）[88]
- ◆ビッグオーク 秋の大祭（11月22日、熊本県玉名郡南関町・南関ショッピングセンター ビッグオーク）[89]
- かごしま漫画クロデミー賞フェスタ（12月7日、天文館ベルク広場）[90]

2015年
- 九州初!袢天のファッションショーと印染の祭典（1月18日、アミュ広場）[91]
- 天文館フェスタ&招福祭（2月3日、天文館公園）[92]
- 2015春節 in Kagoshima（2月21・22日、天文館ベルク広場）[93]
- MBC SPRING FES 2015（3月15日、アミュ広場）[94]
- 桜灯りと音の食彩市（4月4日、維新ふるさと館近く）[95]
- くしら桜まつり（4月5日、鹿屋市・串良平和公園）[96]
- かごしま春祭り大ハンヤ2015（4月26日、ウォーターフロントパーク）[97]
- 天文館なや通り400周年祭（7月12日、なや通り）[98]
- 照国神社六月灯（7月15日）[99]
- 七ツ島サンライフプールOPENイベント（7月18日、鹿児島ふるさと物産館）[100]
- おぎおんさぁ宵祭（7月18日、天文館公園）[100]
- 第43回MBC夏まつり（7月22日、MBCグラウンド）[101]
- 100日を切りましたよ。『ひっとべ！かごしま国文祭』（7月25日、アミュ広場）[102]
- 天文館六月灯ゆかた祭り（8月1日、天文館ぴらもーる）[103]
- ゆうかり学園ふれあい夏祭り（8月8日）[104]
- 第43回京セラ夏祭り（8月8日、薩摩川内市・京セラ川内工場）[104]
- サマーナイトin天文館（8月22日、ホテルサンデイズイン前特設ステージ）[105]
- インストアライブ&ビンゴ大会（8月23日、マンガ倉庫鹿児島店）[106]
- 日本カラオケボックス大賞 鹿児島県予選（9月20日、県民交流センター）[107]
- 第68回指宿温泉祭（9月26日、指宿市・セントラルパーク指宿）[108]
- LRT都市サミット鹿児島2015（10月24日、アミュ広場）[109]
- KIRISHIMAハッピーハロウィン2nd（10月24日、霧島市民会館前広場）[110]
- 第7回大浦まつり（11月3日、南さつま市・丸山島公園周辺）[111]
- 食べやんせ のっみゃんせ かごっま食文化まつり（11月7・8日、ウォーターフロントパーク）[112]
- 第4回わくわく福祉交流フェア（11月8日、天文館ベルク広場/中央公園）[113]
- 第35回桜ヶ丘祭（11月22日、鹿児島大学桜ヶ丘キャンパス）[114]
- クリスマスマーケット in 鹿児島（12月13・23・25日、アミュ広場）[115]

2016年
- ニシムタ×アース製薬Presents Seven Colorsライブ（2月21日、ニシムタ谷山店）[116]
- ◆好っじゃ♡鹿児島 美食及文化節（2月27・28日、中国香港・西九龍中心）[117]
- 鹿児島マラソン2016 おもてなし会場イベントステージ（3月6日、中央公園）[118]
- イオンタウン姶良ステージ（4月5日・6月25日）[119][120]
- 照国神社六月灯（7月15日）[121]
- 飛び出せラジオin鹿児島ふるさと物産館（7月17日）[122]
- auショップ谷山1周年記念BBIQコラボイベント（7月30日）[123]
- 萌えフェスティバル2016（7月31日、イオンモール鹿児島）[124]
- KTSの日2016（9月25日、県民交流センター）[125]
- 第3回KKB夢応援フェスタ（10月9日、アミュ広場）[126]

## メディア等出演

### テレビ
レギュラー
- amp（鹿児島讀賣テレビ 月曜 24:59 - 25:59） - 鍛冶屋

単発
- ぷらナビ（2013年1月26日、鹿児島放送）
- 見っどナイト（2013年5月8日・2015年3月18日、鹿児島テレビ）
- てゲてゲ（2013年7月15日、南日本放送）
- 郷土愛バラエティ わが県はいったい何県!?SP 鹿児島編（2014年2月21日、鹿児島テレビ）[127] VTR出演
  - フジテレビ系列九州・沖縄地区の7局でも2月22日に放送
- ESPRIQUE × Seven Colors リップ佐々木の憧れのキスマークを探せ!（2014年7月29日、鹿児島テレビ）ミニ番組
- 2014かごしまクリスマスナビゲーション（2014年11月29日、鹿児島テレビ）[128][129] - 鍛冶屋、大原
- てゲてゲ（2016年6月22日、南日本放送）[130] - 梅木

### ラジオ
レギュラー
- Music Express（MBCラジオ 金曜 21:00 - 内）
  - 「アイドルお忍びバー -時空-」（2015年4月2日 - 、毎月第2・第5金曜日 23:00 -[注 4]）に出演 - 鍛冶屋・中尾
  - 「萌えキュンアドリブ道場」（2015年10月8日 - 2015年12月10日、毎月第2・第5木曜日 23:00 -）に出演 - 鍛冶屋
- Precious Music金曜日 金プレ（MBCラジオ 金曜 21:30 - ）
  - 「セブカラちゃんのアイドル全国区への道!」（2013年4月5日 - 2015年3月27日、23:00から20分程度）メンバーが交代で出演[注 5]

単発
- フラップザミュー Seven Colors バレンタインスペシャル（2016年2月14日、エフエム鹿児島）[131]
- セブンカラーズのアイドルへの道（2016年5月16・18・19日、フレンズFM）[132]

### CM
- タカプラ
  - 「届け、私。」（2013年5月）[133]
  - 「今日を着る。今日を生きる。」（2014年9月 - 2015年2月）[134] - 川本
  - 「いざ、ヒツジン!」（2015年1月 初売りバーゲン）[135] - 大原
  - 「恋は短編でもいい。夢は長編がいい。」（2016年3月 - ）[136] - 前村
- 餃子の王将（鹿児島王将株式会社） （2013年11月 - ）
- BTVケーブルテレビ「超特割」（2014年12月 - ）[137]
- ふとんの今藤/my makura「旅する枕」（2015年2月 - ）[注 6][138]

### コンテスト
- ◆U.M.U AWARD 2016（2016年10月8日、福岡スクールオブミュージック）[139]

### 出版物
- 「年末年始 TV&お楽しみガイド」表紙（2013年12月28日分 南日本新聞別刷り）

### その他
- 劇場版「モーレツ宇宙海賊 ABYSS OF HYPERSPACE -亜空の深淵-」PRイベント モーレツ乗っ取り計画に参加（2014年2月26日）[140]
- すきドルPROJECT2（2015年4月）[141]
- 「未来の企業★応援サイト ミラサポ」ご当地アイドルが行く！ふるさとビジネス自慢/ものづくり★プライド - 九州エリア代表として参加（2016年3月）[142][143]